# Han Jae-rim
Han Jae-rim (en hangul, 한재림; nacido el 14 de julio de 1975) es un director de cine de Corea del Sur. Ha dirigido Rules of Dating (2005), The Show Must Go On (2007), The Face Reader (2013), The King (2017) y Declaración de emergencia (2021).

## Carrera
Nacido en 1975, Han Jae-rim se graduó del Instituto de las Artes de Seúl en 1998. Comenzó su carrera cinematográfica en 2003 como asistente de dirección y editor de guiones de Natural City de Min Byung-chun.
Han alcanzó el segundo lugar en el Concurso de Guiones del Korean Film Council (KOFIC) en 2003, con su guion To Do or Not to Do, que había coescrito con Go Yoon-hee. Retitulado Rules of Dating, se convirtió en su debut como director en 2005. Por medio de diálogos sexualmente francos entre profesores colegas interpretados por Park Hae-il y Kang Hye-jung, la película exploró la controvertida política de género, el acoso sexual y el relativismo moral en una versión cínica e inquietante de la comedia romántica. Rules of Dating recibió elogios de la crítica y se convirtió en un éxito inesperado con 1,6 millones de entradas vendidas. Han ganó el premio al Mejor Guion en los Blue Dragon Film Awards, junto con el premio al Mejor Director Novel en los Busan Film Critics Awards y los Grand Bell Awards.
En 2006, Han, Kim Jee-woon y Yim Pil-sung iban a colaborar con un cortometraje cada uno para la película colectiva Doomsday Book. Se suponía que el segmento de Han, «El regalo de Navidad» sería una reinterpretación musical de ciencia ficción de The Gift of the Magi de O. Henry, pero nunca llegó a filmarse tras fracasar la financiación. La película se estrenó más tarde, en 2012, pero sin la participación de Han (Kim y Yim codirigieron el tercer corto con un guion completamente nuevo).
En 2007, escribió y dirigió su segunda película, The Show Must Go On. Protagonizada por Song Kang-ho, como un gánster de medio pelo que se enfrenta a problemas familiares y laborales, Han inyectó comedia y patetismo en el género del cine negro coreano. The Show Must Go On ganó el premio a la Mejor Película en los Blue Dragon Film Awards y en los premios de la Asociación Coreana de Críticos de Cine.
Han entró en la preproducción de su supuesta tercera película, Trace, en 2009. Basado en el webtoon del mismo título, sigue a un joven que se despierta de un coma con superpoderes después de un asalto que le quitó la vida a su padre. Pero a pesar de ganar el Premio Kodak (dotado con 17 000 dólares norteamericanos) en el Plan de Promoción de Busan del Festival Internacional de Cine de Busan, Han no pudo obtener financiación y el proyecto se archivó.
Seis años después de su última película completa, Han regresó a la pantalla grande en 2013 con el drama de época The Face Reader. La película ahonda en la cuestión filosófica de si el carácter determina el destino o viceversa, en una historia sobre un adivino de Joseon experto en fisiognomía que se ve envuelto en intrigas de la corte y luchas de poder. Nuevamente protagonizada por Song Kang-ho, junto a Lee Jung-jae como el ambicioso Gran Príncipe Suyang, The Face Reader obtuvo 9,1 millones de entradas en la taquilla local, lo que la convirtió en la decimotercera película coreana más taquillera de siempre. Ganó seis premios en la 50.ª edición de los Grand Bell Awards, incluidos el de Mejor Película y Mejor Director para Han. Han también produjo las películas Very Ordinary Couple (2013) y Journalist (2015) de Roh Deok.
En 2017 firmó el guion y la dirección de The King, un drama político protagonizado por Jo In-sung que atrajo a más de cinco millones de espectadores en su país y se convirtió en la séptima película más taquillera del año.
En 2020 escribió y dirigió la película de acción Declaración de emergencia, que se presentó en julio de 2021 en el Festival de Cannes para estrenarse en Corea el 3 de agosto de 2022. La película, una vez más con Song Kang-ho como protagonista, fue acogida con poco entusiasmo por la crítica pero resultó de nuevo un éxito de público; a finales de año había recaudado 16,5 millones de dólares y vendido más de dos millones de entradas, siendo la séptima en taquilla del año.
En abril de 2022 se anunció que dirigiría una serie web en ocho episodios, escrita también por él sobre la base de dos webtoons, con el título de Money Game. Se trata de la primera serie que dirige Han. El rodaje se prolongó del 25 de junio al 23 de diciembre de ese año, y cuenta entre su reparto con Ryu Jun-yeol, Park Jung-min, Chun Woo-hee y Lee Yul-eum.

## Filmografía

### Películas
- Natural City (2003) - asistente de dirección, editor de guiones
- Rules of Dating (2005) - director, editor de guiones
- The Show Must Go On (2007) - director, guionista
- Pareja muy ordinaria (2013) - productor
- The Face Reader (2013) - director, editor de guiones
- Journalist (2015) - productor
- The King (2017) - director, guionista
- Declaración de emergencia (2021) - director, guionista

### Series de televisión
- The 8 Show (2024) - director, guionista[30]

## Premios
- 2005 26th Blue Dragon Film Awards : Mejor guion (Rules of Dating)
- 2005 6th Busan Film Critics Awards : Mejor director novel (Rules of Dating)
- 2006 43rd Grand Bell Awards : Mejor director novel (Rules of Dating)
- 2013 50th Grand Bell Awards : Mejor director (The Face Reader)
- 2017 54th Grand Bell Awards : Mejor guion (The King)